# Jehuda Zyskind
Jehuda Zyskind (zm. 1942) – tragarz, woźnica, handlarz, przemytnik, działacz ruchu oporu w getcie warszawskim. 
Przemycał do getta tajną prasę oraz starał się tworzyć tajne komórki. Został rozstrzelany wraz z całą rodziną, gdy nakryto ich w domu podczas segregacji bibuły, którą wykorzystywano do druku gazet. W jego postać w filmie Pianista wcielił się Paul Bradley.